# Черноземен
 Тази статия е за селото в България.  За селото в Гърция вижте Каратопрак (дем Зиляхово).  
Черноземен е село в Южна България. То се намира в община Калояново, област Пловдив.

## География
Селото е разположено на десния бряг на река Стряма и западно от Републикански път II-64.

## История
В района на селото има множество тракийски погребални могили. Всички те са проучени, а движимите находки в тях са изнесени от иманяри или археолози. Могилите в районна на оризищата са били напълно проучени и след това унищожени по време на комунистическия период. В близост до селото по времето на Римската империя минава римският военен път Via Militaris, използван от легионите, а също така и от търговци. Поради обилните находки на антична керамика в местността Юртата се смята, че там се е издигала укрепена римска пътна станция.
Селото се споменава за първи път в един османски джелепски регистър от 1576 под името Каратопраклу – т.е.чернозем, поради преобладаващите черноземно-смолни земи в района на селото. Селото е със смесено население – българи и турци, докато в началото на XVIII век в селото не се преселва голяма група бежанци от Чипровско вследствие разгрома на Чипровското въстание от 1688 г. До 1934 г. село Черноземен се нарича със старото си турско название Каратопрак. По време на османското владичество селото е вакъфски имот и служи за издръжка на мюсюлманското духовенство и благотворителни мюсюлмански заведения като джамии, мектеби, имарети и приюти. По тази причина след Априлското въстание през 1876 селото е било пощадено и не е имало посегателства спрямо местното християнско население. След Освобождението на България всички местни жители с мюсюлманско вероизповедание се изселват.
На 1 април 1923 г. в селото е разкрита телеграфо-пощенска станция с ограничено телеграфно действие и с прием на проста и препоръчана вътрешна и международна пощенска и телеграфна кореспонденция.
| Църквата на селото, 2017 |
| Църквата на селото, 2017 |

## Религии
Жителите на селото са източноправославни християни.
Черквата „Свети Георги Победоносец“ е построена в средата на XIX век, но днес е в изключително тежко състояние. Големият и красив храм е пред срутване. През 2016 година се струва притворът на черквата. Възниква сериозно напрежение между жителите на Черноземен и собственика на храма - Пловдивска митрополия. Причината е, че през 2010 година Община Калояново спечелва проект за 700 000 лева средства от Европейския съюз за укрепване и възстановяване на храма, но проектът не се реализира, защото Пловдивска митрополия не подписва документите с мотиви, че сумата е много голяма и с опасения за злоупотреба с тях, но община Калояново и жители на Черноземен отхвърлят твърденията. През 2016 година Министерството на културата нарежда в рамките на три месеца сградата да бъде укрепена, а проектът за ремонт и реставрация да бъде актуализиран заради срутването и необходимостта от допълнителни действия заради това. През 2018 година е издадено предписание за спешно укрепване на сградата към собственика на храма - Пловдивска митрополия. През 2019 година процесите по срутване продължават - образуват се огромни пукнатини над олтара в храма. Храмът е със статут на културен паметник заради уникалните икони в него.

## Обществени институции
Единствените обществени институции са кметството и читалището.
| Паметник на участници в Априлското въстание и антифашисти от селото |
| Паметник на участници в Априлското въстание и антифашисти от селото |

## Редовни събития
Всяка година на празника Гергьовден на 6 май в Черноземен има събор с народна музика. През 1948 е създаден футболен клуб Чернозем, който играе редовно в двете нива на Пловдивската аматьорска футболна група.

## Личности
- Иван Арабаджията – близък приятел и сподвижник на Васил Левски.
- Иван Бонев (1895 – 1946), български офицер, един от създателите на ФК Марица (Пловдив).